# Список самых высоких зданий Санкт-Петербурга
В список самых высоких зданий Санкт-Петербурга и его окрестностей включены здания высотой 100 и более метров. На данный момент в городе насчитывается 1034 здания высотой от 75 до 100 метров.
Под зданиями здесь понимаются постройки, разделённые с регулярными интервалами на уровни и предназначенные для жилья или пребывания людей (теле- и радиомачты, трубы и прочие технические постройки в эту категорию не попадают, так как являются сооружениями). Если в названии здания имеется слово «башня», то оно используется в переносном смысле.

## Построенные и достраивающиеся здания
В список включаются построенные и достраивающиеся здания, чья высота составляет 100 метров и более, достигшие максимальной высоты. Знак равенства (=) после номера здания в рейтинге свидетельствует о том, что аналогичную высоту имеет ещё как минимум одно здание. Жёлтым цветом в таблице выделены ещё не сданные в эксплуатацию здания.
| Место | Название строения                  | Высота, м                      | Этажность        | Год постройки                                          | Адрес                                                                | Примечания | Фото |
| ----- | ---------------------------------- | ------------------------------ | ---------------- | ------------------------------------------------------ | -------------------------------------------------------------------- | --- | ---- |
| 1     | Лахта-центр                        | 462                            | 87               | 2018                                                   | Приморский район, Высотная улица, 1                                  | Самое высокое здание России и Европы с 2017 года. Ведутся отделочные работы. |      |
| 2     | Лидер Тауэр                        | 145,5                          | 42               | достроен до верхней точки — 2011 г.; сдан — 2013 г.    | Московский район,площадь Конституции, 1                              | Самое высокое здание Санкт-Петербурга с 2013 по 2017 гг. |      |
| 3     | ЖК «Князь Александр Невский»       | 126                            | 37               | 2012                                                   | Невский район, проспект Обуховской обороны, 138 корпус 2             | Самое высокое жилое здание Санкт-Петербурга |      |
| 4     | Петропавловский собор              | 122,5 (по шпилю)               | 9                | 1712—1733                                              | Петроградский район, Петропавловская крепость, 1                     | Самое высокое здание России с 1733 по 1952 гг. и Санкт-Петербурга — с 1733 по 2012 гг. |      |
| 5     | ЖК «Петр Великий»                  | 118                            | 32               | достроен до верхней точки — 2019 г.                    | Невский район, Заводская улица.                                      | |      |
| 6     | БЦ «Атлантик-Сити»                 | 110                            | 27               | достроен до верхней точки — 2008 г.; сдан — 2009 г.    | Приморский район, улица Савушкина, 126А                              | Самое высокое деловое здание Санкт-Петербурга с 2009 по 2013 год. |      |
| 7     | Стадион «Санкт-Петербург»          | 110 (по пилонам) 79 (по крыше) | 9                | 2006-2017                                              | Петроградский район, Футбольная аллея, 1                             | |      |
| 8     | «Здание на Богатырском проспекте»  | 108                            | 24               | 2003                                                   | Приморский район, Богатырский проспект, 2 / Коломяжский проспект, 20 | Здание расположено точно на 60-й параллели. Самое высокое жилое здание Санкт-Петербурга с 2003 по 2012 гг.                                                                                         |      |
| 9-10  | ЖК «Лондон Парк»                   | 2x105,8                        | 2×28             | достраивается                                          | Выборгский район, проспект Просвещения, 43Б, В, корпуса 1-2          | |      |
| 11-12 | Здание на Комендантском проспекте  | 2×105 (по шпилю)               | 2×25             | 2010                                                   | Приморский район, Комендантский проспект, 13 корпус 1 и 17 корпус 1  | |      |
| 13    | Башня ЦНИИ РТК                     | 104,6 (по антенне)             |                  | 1985                                                   | Калининский район, Тихорецкий проспект, 21                           | Лаборатория для испытания космической техники. Высота от земли до крыши — 77 м, вместе с антенной — 104,6 м. Самое высокое деловое здание Санкт-Петербурга с 1985 по 2009 гг.                      |      |
| 14    | Исаакиевский собор                 | 101,5 (по кресту)              | 8                | 1818—1858                                              | Адмиралтейский район, Исаакиевская площадь, 4                        | Строился 40 лет, имеет высоту 101,5 м и массу 300 тысяч тонн |      |
| 15    | Инвест-отель In2it (2 очередь)     | ≈101,5                         | 29               | достроен до верхней точки - сентябрь 2021 г.           | Московский район, Витебский проспект, 101                            | |      |
| 16-18 | ЖК «Международный»                 | ≈101,5                         | 3×25             | достроен до верхней точки — 2008 г.; сдан — 2012 г.    | Фрунзенский район, улица Белы Куна, 1 корпуса 1-3                    | Три идентичных высотных жилых здания с декоративными куполами и шпилями |      |
| 19    | ЖК «Седьмое небо»                  | ≈101                           | 27               | достроен до верхней точки — 1994 г.(?); сдан — 2000 г. | Московский район, Кузнецовская улица, 11-1                           | Комплекс из двух разновысотных зданий, высота одного из которых превышает 100 м. Самый высокое жилое здание Петербурга в 1994(?) — 2003 гг. Первый жилой дом Санкт-Петербурга высотой более 100 м. |      |
| 20-23 | ЖК «Доминанта» (4 корпуса)         | ≈101                           | 4×27             | 2012                                                   | Московский район, проспект Космонавтов, 37а                          | |      |
| 24-26 | ЖК «Поэма у трёх озёр» (3 корпуса) | 100                            | 3×28             | 2003—2012                                              | Выборгский район, проспект Луначарского, 11-13-15, корпус 1          | До начала строительства жилого комплекса на этом месте был долгострой. В 2003 году началось строительство, продолжавшееся до 2012 года                                                             |      |
| 27-28 | ЖК «Твин Пикс»                     | 100                            | 2×26             | 2008                                                   | Фрунзенский район, Бухарестская улица, 110, корпус 1                 | Башни-близнецы. Напоминают башни Торрес Эль-Фаро в Аргентине, но имеют значительно меньшую высоту                                                                                                  |      |
| 29-30 | ЖК «Радуга»                        | 100                            | 3×27, 2x14, 4x23 | 2010                                                   | Фрунзенский район, Загребский бульвар, 9                             | Дом в форме подковы. Четыре 14-27-этажных жилых корпуса разной высотности |      |

## Отмененные и нереализованные, а также сокращённые проекты
| Название строения                    | Высота (в метрах) | Этажность | Адрес                               | Примечание |
| ------------------------------------ | ----------------- | --------- | ----------------------------------- | --- |
| Охта-центр                           | 396               | 81        | Свердловская набережная, 74         | Отменён 2 декабря 2010 года высшим руководством Санкт-Петербурга под влиянием градозащитников. В итоге, перенесён и перепроектирован, построен в Лахте под названием «Лахта-центр». (Приморский район Санкт-Петербурга) |
| БЦ в квартале «Балтийская жемчужина» | 188               | 52        | проспект Героев                     | Китайские инвесторы планировали и были готовы построить в 2007 году небоскрёб, но в результате финансового кризиса 2008 года и протестов градозащитников проект был полностью отменён в 2009 году. |
| «Ingria Tower»                       | 164               | 46        | проспект Энгельса, 107              | Здание проектировалось в том или ином виде, начиная с 2010 года. В 2017 году проект окончательно отменён. |
| «Sky Towers»                         | 2×160             | 2×40      | Приморский проспект, 68-70          | Строительство было начато, но в результате финансового кризиса 2008 года СК «Строймонтаж» была признана банкротом. Объект перепроектирован и достроен в усечённом виде (8 этажей) под названием «Lotos Tower», застройщик СК «Московский двор». |
| МФК «Icebridge»                      | 150               | 2×45      | проспект Энергетиков, 13, корпус 10 | Из-за высотного регламента ПЗЗ и протестов градозащитников высоту понизили до 100 метров. Вследствие понижения высоты застройщик отказался от реализации проекта. |
| МФК у Ладожского вокзала             | 150               | 5×40      | улица Латышских Стрелков            | Отменён в связи с поправками в документы о предельных высотных отклонениях ПЗЗ и кризисом 2008 года. |
| МФК у метро «Проспект Просвещения»   | 150               | 45        | проспект Просвещения, 15            | В Комитете по градостроительству и архитектуре порекомендовали снизить высоту до 100 метров. Проект изменён, вместо этого построен МФК «YE’S» в 20 и 15 этажей. |
| «Лондон-Парк»                        | 145               | 2×45      | проспект Просвещения, 43            | В связи с тяжелым финансовым состоянием застройщика и протестами градозащитников, застройщик снизил высоту башен. Вместо 45-этажных зданий, строятся башни в 30 этажей. |
| ЖК «Пётр Великий»                    | 140               | 46        | Заводская улица (Усть-Славянка), 15 | В связи с финансово-экономическим кризисом 2014 года проект был отменен и перепроектирован с тем же названием: теперь башня будет иметь лишь 32 этажа высотой 110 метров; новый урезанный проект строится. |
| ЖК «Екатерина Великая»               | 140               | 45        | Заводская улица (Усть-Славянка), 15 | В связи с финансово-экономическим кризисом 2014 года проект был отменен и перепроектирован с тем же названием: теперь башня будет иметь лишь 32 этажа высотой 110 метров; новый урезанный проект строится. |
| МФК на месте кинотеатра «Зенит»      | 125               | 30        | улица Гастелло, 11                  | Кинотеатр снесён в 2008 году. В связи с протестами градозащитников, проект был отменён в 2010 году. На этом месте строится 7-этажный ЖК «Victory Plaza». |
| Морские башни                        | 122,5             | 3×35      | улица Савушкина, 112, корпус 2      | Участок продан вместе с проектом. Вместо высотного здания построили автосалон. |
| ЖК «Граф Орлов»                      | 120               | 4×35      | Московский проспект, 185            | В связи с тяжёлым финансовым состоянием и протестами градозащитников застройщик понизил башни до 23 этажей, к строительству которых уже приступили. |
| БЦ «Морская столица»                 | 118               | 33        | Дальневосточный проспект            | Вместо данного проекта построен ЧВК Вагнер – центр высотой в 23 этажа. |
| «Sokol city»                         | 110               | 25        | проспект Сизова, 2                  | Вместо высотного здания построили ТК «Юлмарт» |
| Жилой комплекс                       | 100               | 30        | проспект Художников                 | Проект был представлен в 2006 году, однако в 2008 году от реализации проекта отказались. |
| Дом компании «Зингер»                |                   |           | Невский проспект, 28                | По легенде, первоначально руководство компании «Зингер» хотело построить небоскрёб, подобный тому, что в это время строился компанией в Нью-Йорке: многоэтажное здание со множеством офисов. Однако такой проект, формально не нарушая императорского указа о предельной высоте жилых частных зданий в Санкт-Петербурге (11 саженей, то есть 23,47 м), противоречил петербургским градостроительным традициям, и проект небоскрёба был переработан в шестиэтажное здание с башней и куполом. Архитектор разрешил это противоречие: над шестью этажами с мансардой он возвёл башню, увенчанную стеклянным глобусом, диаметр которого 2,8 м. Именно эта башня создаёт впечатление высотности, но благодаря своей лёгкости не затмевает куполов Казанского собора и Спаса на Крови. В 1904 году построен по проекту П. Ю. Сюзора, является объектом культурного наследия РФ. |

## Хронология высочайших зданий Санкт-Петербурга
| Название                     | Фото | Период                 | Высота, м | Этажность | Примечания                                                 |
| ---------------------------- | ---- | ---------------------- | --------- | --------- | ---------------------------------------------------------- |
| Петропавловский собор        |      | 1733 — 2012            | 122,5     | -         | Объект культурного наследия РФ                             |
| ЖК «Князь Александр Невский» |      | 2012 — 2013            | 126       | 37        | Не считая 326-метровой телебашни, построенной в 1962 году. |
| БЦ «Лидер Тауэр»             |      | 2013 — 2016            | 145,5     | 42        | Не считая 326-метровой телебашни, построенной в 1962 году. |
| Лахта-центр                  |      | 2016 — настоящее время | 462,7     | 88        | Ввод в эксплуатацию 1-й очереди, строительство 2-й очереди |